# Шишкин, Михаил Иванович
Михаил Иванович Шишкин (27 сентября (9 октября) 1863—?) — генерал-лейтенант, Георгиевский кавалер.

## Биография
Родился в семье фельдфебеля. Окончил Симбирскую военную гимназию и 2-е военное Константиновское училище, откуда выпущен подпоручиком 12 августа 1883 года в 3-й Туркестанский линейный батальон.
В Туркестане прослужил более двадцати лет. Ещё подпоручиком, за отличие при занятии Мервского оазиса в 1885 году, получил орден Св. Анны 4-й степени.
Поручик (12.08.1887). С 6 января 1888 года исполнял должность помощника начальника хоз. отдела штаба Закаспийской области, а через полгода, с 22 июня — должность дипломатического чиновника для пограничных сношений при начальнике Закаспийской области (до 28.07.1890). Произведён за отличие: в штабс-капитаны — 30 августа 1889 года, в капитаны — 30 августа 1892 года, в подполковники — 26 февраля 1898 года. С 6 января 1894 года исполнял должность старшего адъютанта штаба Закаспийской области; с 17 августа 1899 года — старший адъютант штаба 2-го Туркестанского армейского корпуса, а с 3 июня по 7 августа 1900 года он исполнял должность корпусного интенданта этого корпуса. Затем в течение 4 месяцев ему пришлось быть временно на должности начальника штаба корпуса (05.09.1901—22.01.1902). За отличие 2 декабря 1901 года он был произведён в полковники с назначением командиром 2-го Закаспийского стрелкового батальона (до 01.06.1904).
Во время русско-японской войны, полковник Шишкин командовал 287-м пехотным Тарусским полком (01.06.1904-24.07.1906). и заслужил, среди прочих наград, золотое оружие с надписью За храбрость. Затем был командиром 17-го стрелкового полка.
Произведённый 6 октября 1910 года в генерал-майоры, он получил в командование 2-ю бригаду 24-й пехотной дивизии, с которой отправился на фронт Первой мировой войны. В тяжелых боях под Варшавой и Лодзью части генерала Шишкина, будучи в составе 1-го армейского корпуса, проявили удивительную стойкость. В разгар Лодзинского сражения, 9 ноября 1914 года, когда охваченный с флангов и простреливаемый насквозь корпус прикрывал подступы к городу, был ранен начальник 22-й пехотной дивизии С. Д. Марков, командир корпуса поручил генералу Шишкину немедленно принять командование дивизией, прикрывавшей самое опасное направление. В итоге, все атаки противника были отбиты, и операция завершилась победой русских войск. За отличия при командовании бригадой Михаил Иванович Шишкин был награждён орденом Св. Георгия 4-й степени (11 марта 1915 г.) и произведён в генерал-лейтенанты (пр. 12.02.1915; ст. 09.11.1914); в должности командующего дивизии он был утверждён 11 декабря 1914 года.
Генерал Шишкин командовал 22-й дивизией до осени 1916 года, пройдя с ней и отступление 1915 года, и кровавые бои на оз. Нарочь и р. Стоход весной-летом 1916 года. После непродолжительного пребывания в резерве чинов при штабе Киевского (29 октября — 22 ноября 1916) и Петроградского (22 ноября 1916 — 22 января 1917) военных округов, он получил в командование 14-ю Сибирскую стрелковую дивизию на Северном фронте. После Корниловского выступления, когда из армии удалялись последние верные долгу военачальники, Михаил Иванович Шишкин вынужден был оставить с 10 сентября 1917 года свою должность и за день до октябрьского переворота, 24 октября 1917 года он был уволен в отставку.